# Richard Daniel Alarcón Urrutia

Wappen mit dem Wahlspruch (auf Cusco-Quechua) „Ich bin gekommen, damit ihr das Leben habt und es in Fülle habt.“ (Joh 10,10 EU)

Richard Daniel Alarcón Urrutia (* 10. April 1952 in Lima) ist Erzbischof von Cuzco. 

## Leben
Richard Daniel Alarcón Urrutia trat 1969 dem Franziskanerorden bei und legte am 15. Mai 1976 die Profess ab. Am 8. Dezember 1976 empfing er die Priesterweihe. Am 20. April 1993 wurde er in den Klerus des Bistums Tarma inkardiniert. Von 1993 bis 2001 war er Generalvikar dieses Bistums.
Papst Johannes Paul II. ernannte ihn am 13. Juni 2001 zum Bischof von Tarma. Die Bischofsweihe spendete ihm der Erzbischof von Ayacucho o Huamanga, Luis Abilio Sebastiani Aguirre SM, am 21. Juli desselben Jahres; Mitkonsekratoren waren Rino Passigato, Apostolischer Nuntius in Peru, und Luis Armando Bambarén Gastelumendi SJ, Bischof von Chimbote. 
Papst Franziskus ernannte ihn am 28. Oktober 2014 zum Erzbischof von Cuzco. Die Amtseinführung fand am 4. Januar des folgenden Jahres statt. Erzbischof Alarcón war bis März 2018 der Präsident der Caritas Peru (Caritas del Perú).